# Hase-dera (Sakurai)
Pour les articles homonymes, voir Hase-dera.
Hase-dera (長谷寺) est le temple principal de la secte Buzan du bouddhisme Shingon. Il se trouve dans la ville de Sakurai, dans la préfecture de Nara au Japon.

## Vue d'ensemble

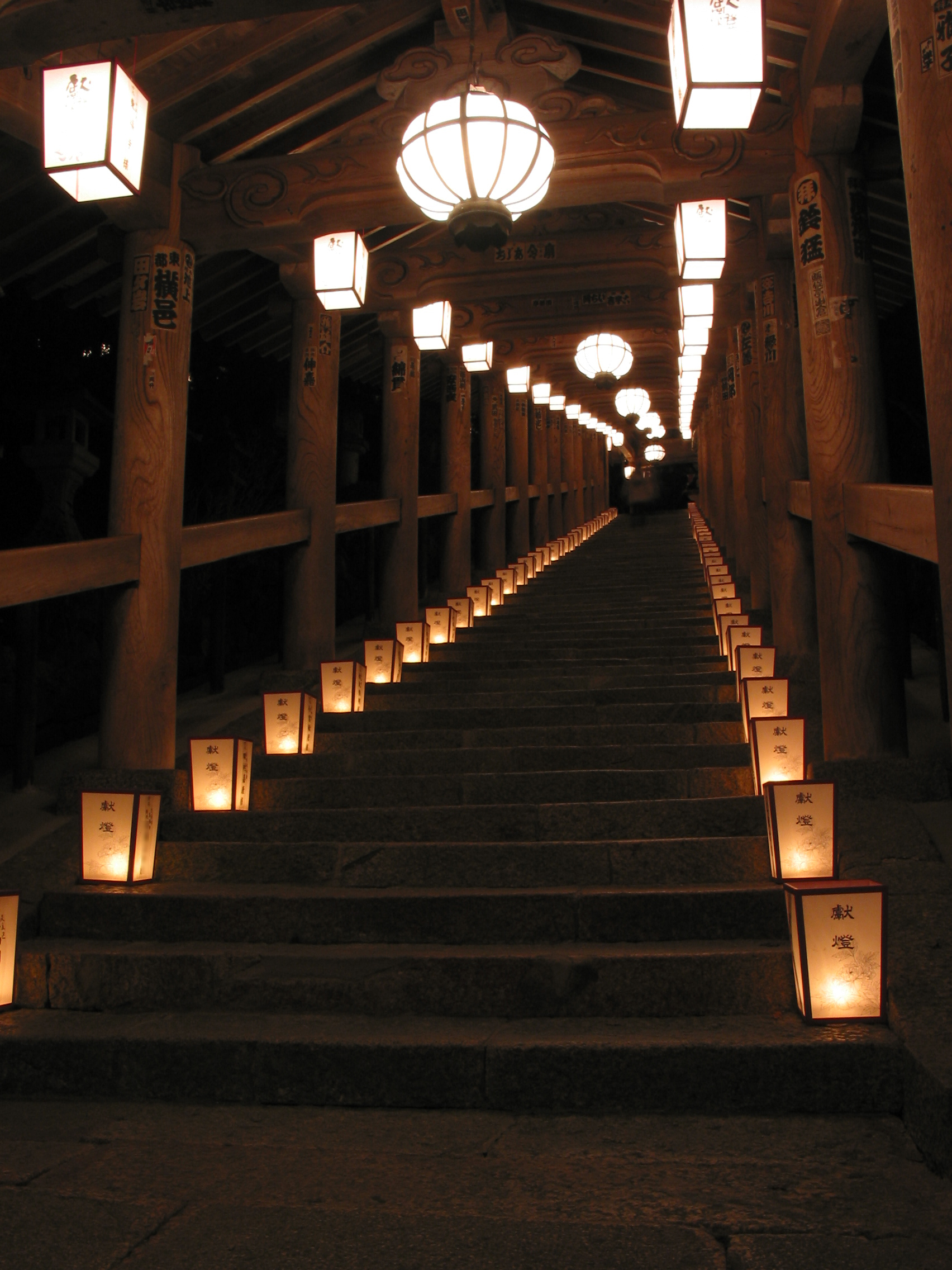
L'escalier.

Selon la description de « la plaque en bronze de Hokke Sessō-zu » (銅板法華説相図, dōban hokke sessō zu), le temple a été construit en 686 et dédié à l'empereur Temmu qui était malade. Plus tard, en 727, le temple est agrandi sur ordre de l'empereur Shômu et la statue de Kannon aux onze visages est placée près du temple d'origine où est consacrée la plaque de bronze.
Durant l'époque de Heian, le temple est apprécié des aristocrates tels que l'auteur du Kagerō nikki et celui du Sarashina nikki. Le temple a été incendié au moins dix fois depuis le Xe siècle. Hase-dera a toujours été populaire auprès des visiteurs, en particulier parce qu'il est situé sur la route d'Ise-jingū.
Hase-dera a prospéré comme l'un des centres du bouddhisme Shingon réformé, en particulier après l'arrivée en 1588 du prêtre Sen'yo en provenance de Negoro-ji.
L'actuel bâtiment principal, reconstruction de 1650 financée par des donations de Tokugawa Iemitsu, représente la beauté des paysages du temple, avec l'escalier en bois  (登廊, noborirō) qui mène au bâtiment à partir de la porte des niō et les cerisiers entourant l'ensemble du complexe.

## Trésors

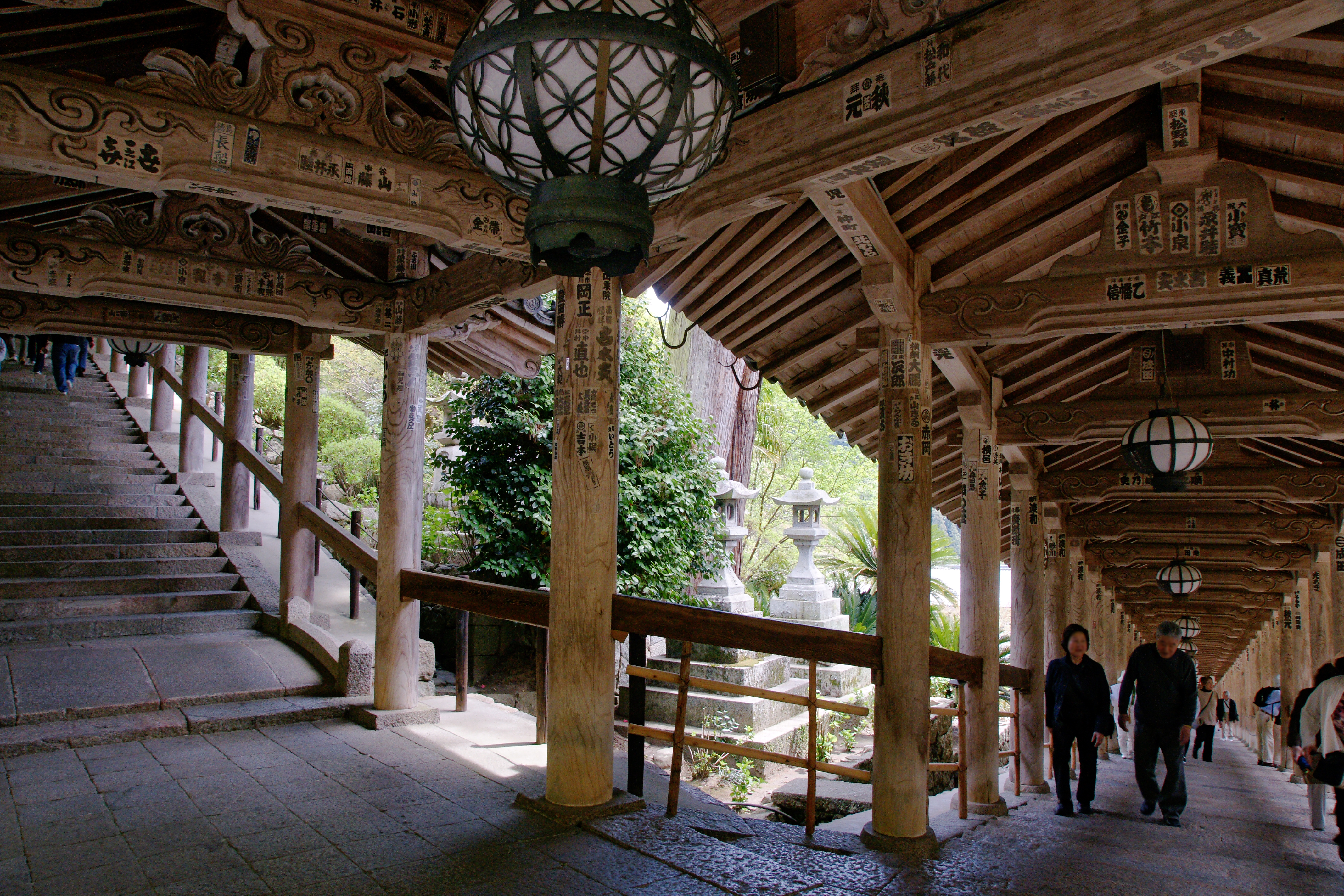
L'escalier.

Les biens culturels importants à Hase-dera comprennent :
- le hon-dō (trésor national). La grande salle à Hase-dera est l'une des plus grandes de la préfecture de Nara. Elle est perchée sur la falaise, soutenue par de grands pilotis utilisant la technique du kakezukuri (ja)[3]. La statue de Kannon aux onze visages est située dans cette salle[4] ;
- la plaque en bronze Hokke Sessō-zu (trésor national). Cette plaque mesure 75 cm de large et 84 cm de haut et représente en son centre une pagode hexagonale à trois niveaux entourée d'une série de panneaux montrant deux Bouddhas assis sur des sièges de lotus ainsi que divers moines et déités. Le panneau inférieur compte 27 lignes d'inscription bordées de deux dieux gardiens[5] ;
- le sutra hokke (trésor national) ;
- le niōmon (bien culturel important). Les niō sont présents aux portes de nombreux temples bouddhistes japonais, un pour chaque côté de l'entrée. Ces statues sont des protecteurs du temple et peuvent être considérées comme deux rois bienveillants. Elles donnent leur nom à la porte du temple qui est ainsi connue comme « la porte niō ». Les niō ont un aspect menaçant afin de décourager les voleurs et les démons[6] ;
- le shōrō (bien culturel important). En 1984, la cloche d'origine a été remplacée et l'originale placée dans la salle au trésor[7] ;
- l'escalier (bien culturel important). L'escalier est constitué de 399 marches en pierre de petite taille et fait environ 200 mètres de long. Les pèlerins qui visitent le temple croient qu'emprunter l'escalier aide à se libérer des cent huit illusions qu'ils pensent être la cause de toutes les souffrances humaines[8] ;
- la statue de Kannon à onze visages (bien culturel important). La statue de Kannon aux onze visages (ou déesse de la miséricorde) fait 9,3 m de haut et aurait été créée par un moine connu sous le nom de Tokodu. Ce serait la plus grande statue en bois du Japon. Cette statue à onze visages représente l'une des divinités les plus populaires au Japon. Ces visages sont composés d'un visage principal et de dix visages secondaires, ce qui permet à Kannon de voir tout autour d'elle au cas où quelqu'un a besoin de son aide.

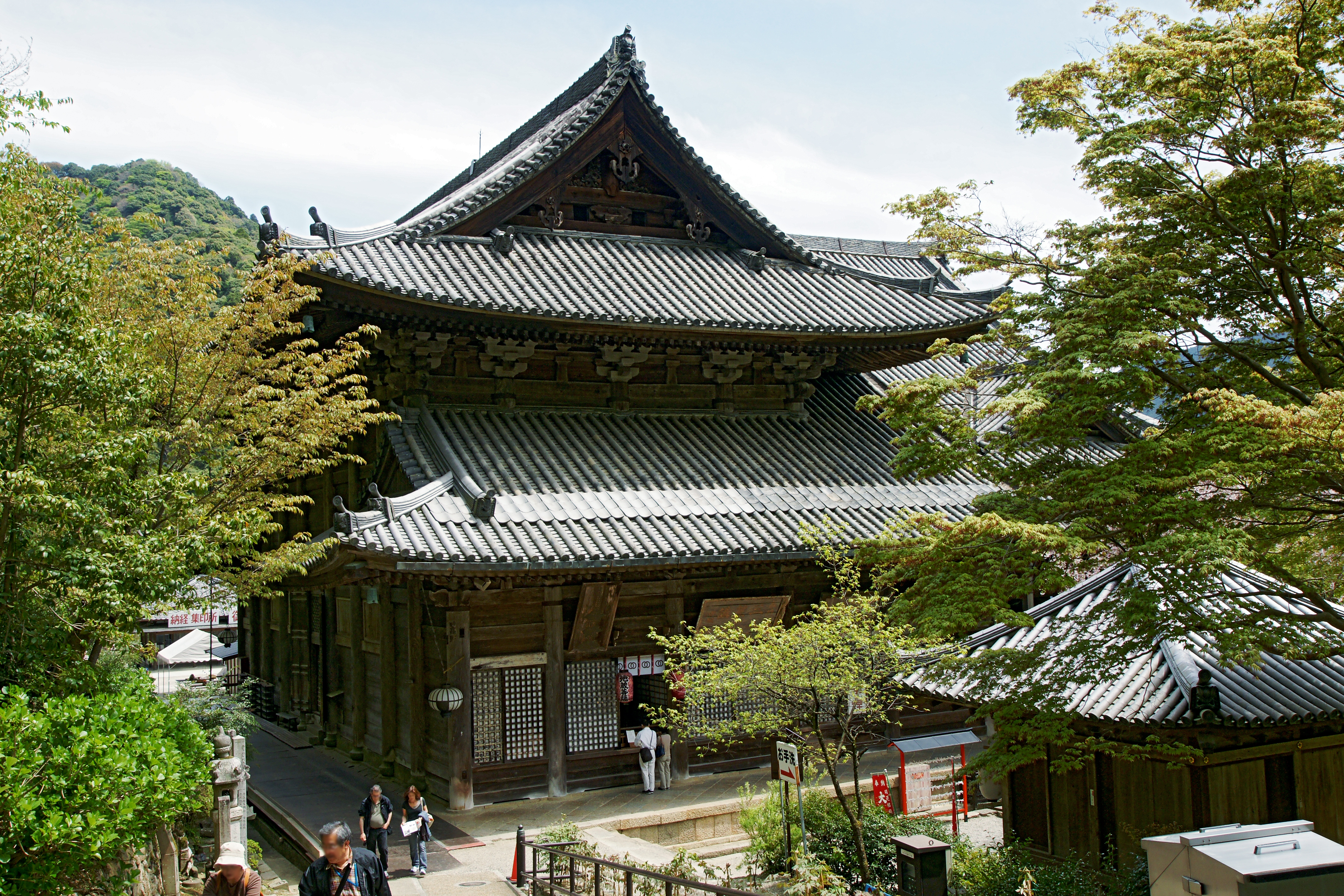
Le hon-dō (bâtiment principal).
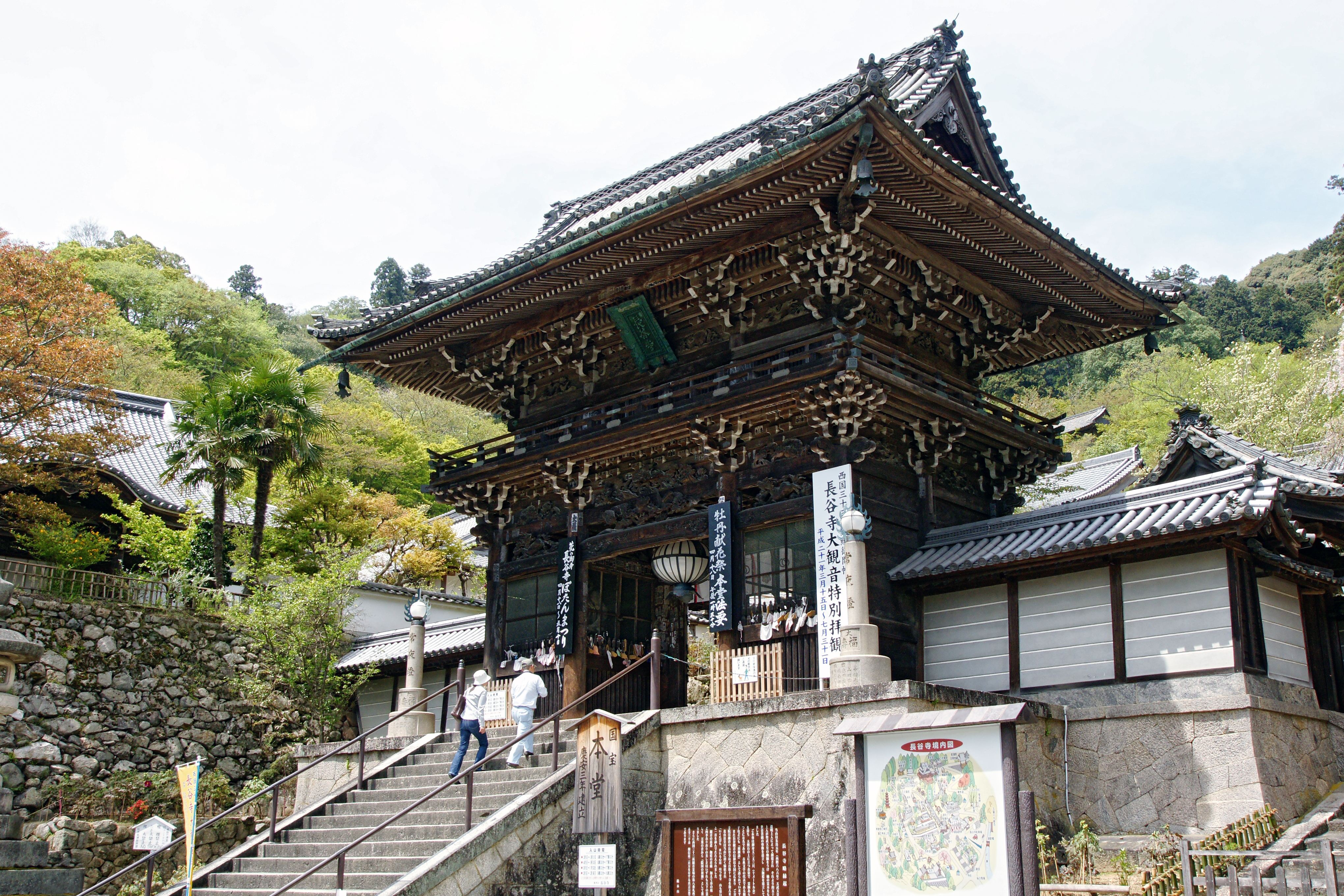
La porte aux niō.
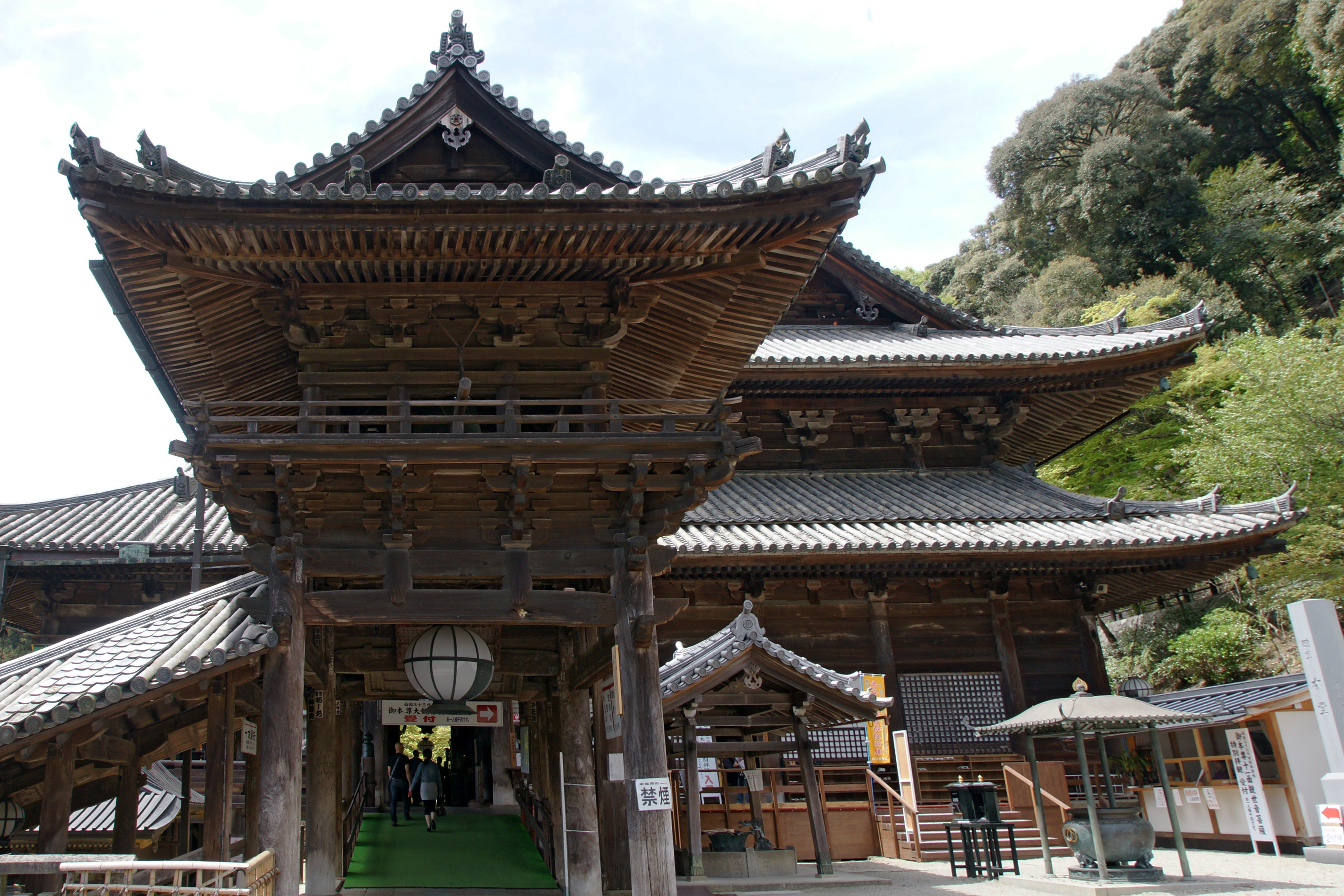
Le shōrō.
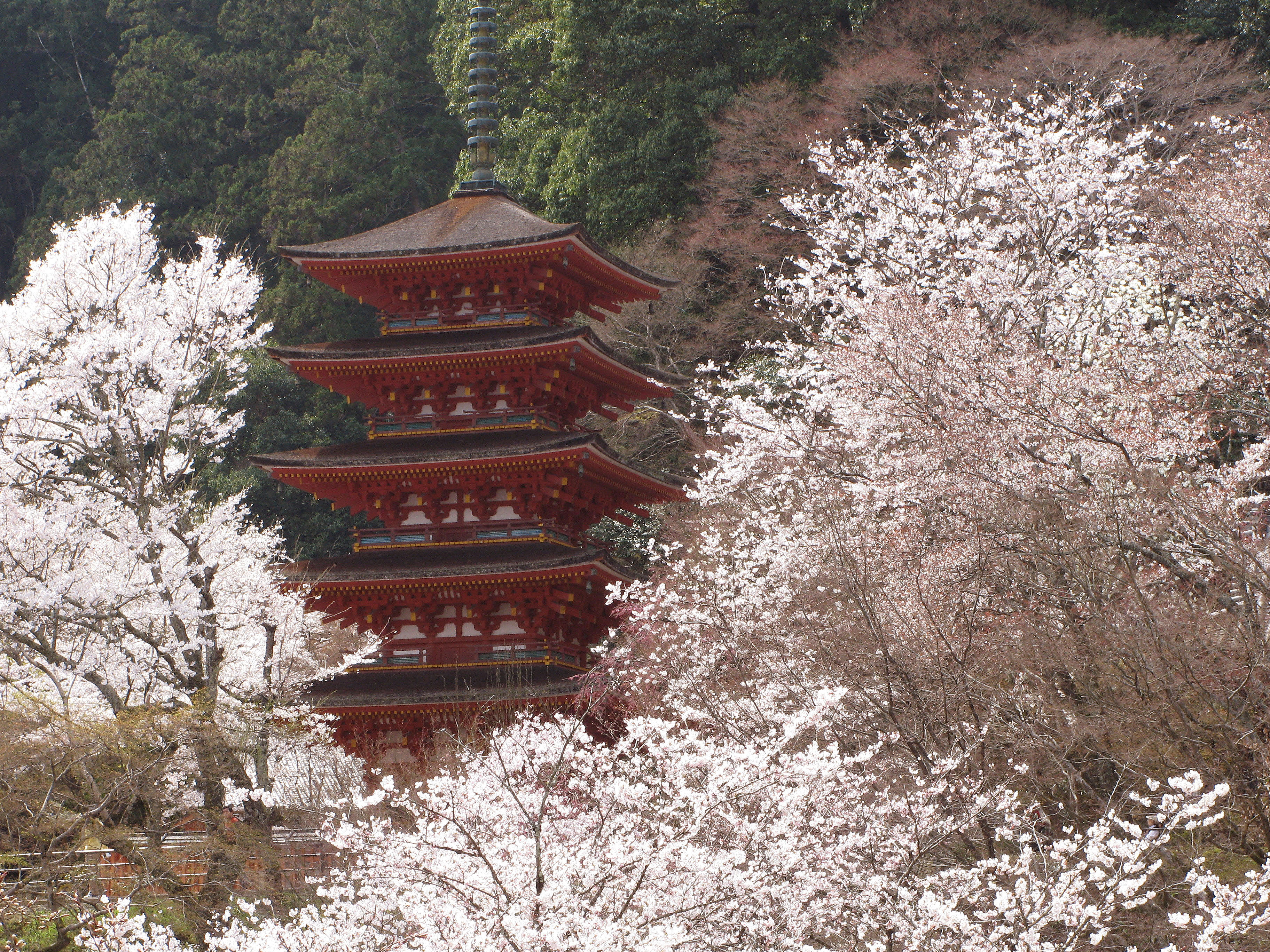
La pagode.
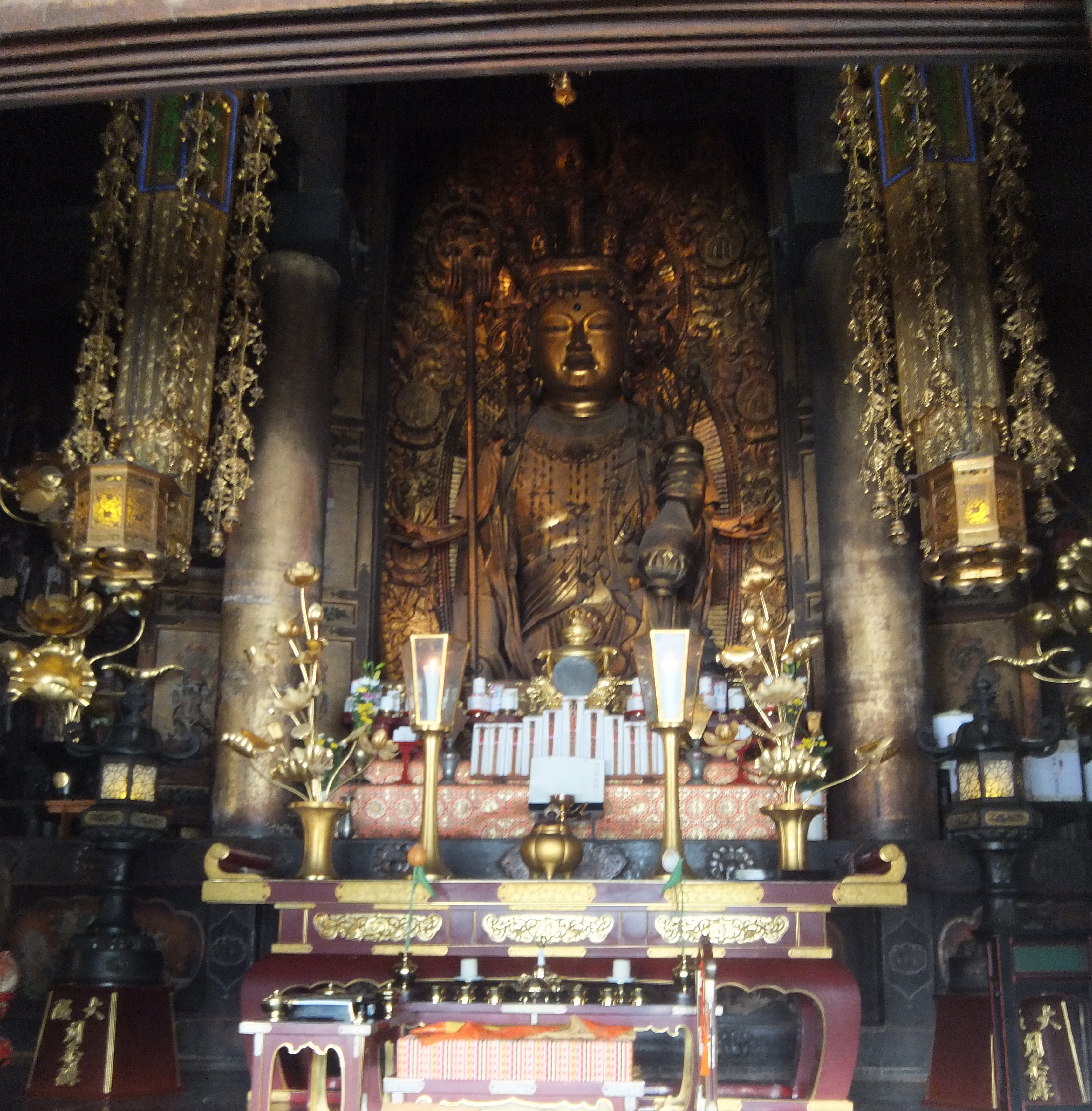
Guanyin